# Julian Palmieri
Julian Palmieri (Lyon, 7 de dezembro de 1986) é um futebolista profissional francês que atua como meia-atacante.

## Carreira
Julian Palmieri começou a carreira no Bastia.